# Schuders
Schuders (toponimo tedesco) è una frazione del comune svizzero di Schiers, nella regione Prettigovia/Davos (Canton Grigioni).

## Storia
Già comune autonomo che comprendeva anche la frazione di Salfsch e che nel 1850 contava 114 abitanti, nel 1878 è stato aggregato al comune di Schiers.

## Monumenti e luoghi d'interesse
- Cappella riformata di Sant'Anna, attestata dal 1508[1].